# Fundación Barceló
La Fundación Héctor Alejandro Barceló para el Desarrollo de la Ciencia Biomédica Argentina, abreviada como Fundación Barceló, es una institución universitaria argentina fundada en 1991 por el médico, educador e investigador Héctor Alejandro Barceló. Cuenta con sedes en Buenos Aires, La Rioja y Santo Tomé, y ofrece carreras de grado, pregrado y posgrado.

## Historia

### Inicios del Instituto de Docencia e Investigaciones Biológicas
Tras obtener un título en medicina de la Universidad de Buenos Aires en 1966, Héctor Alejandro Barceló fundó dos años después el Instituto de Docencia e Investigaciones Biológicas, dedicado a brindar programas de formación en ciencias de la salud. Tras dirigir la institución durante 23 años y contribuir en la formación de más de 40 000 profesionales de la salud, en 1991 estableció la Fundación Héctor Alejandro Barceló para el Desarrollo de la Ciencia Biomédica Argentina, la cual obtuvo ese mismo año personería jurídica de la Inspección General de Justicia.

### Fundación Barceló e Instituto Universitario de Ciencias de la Salud

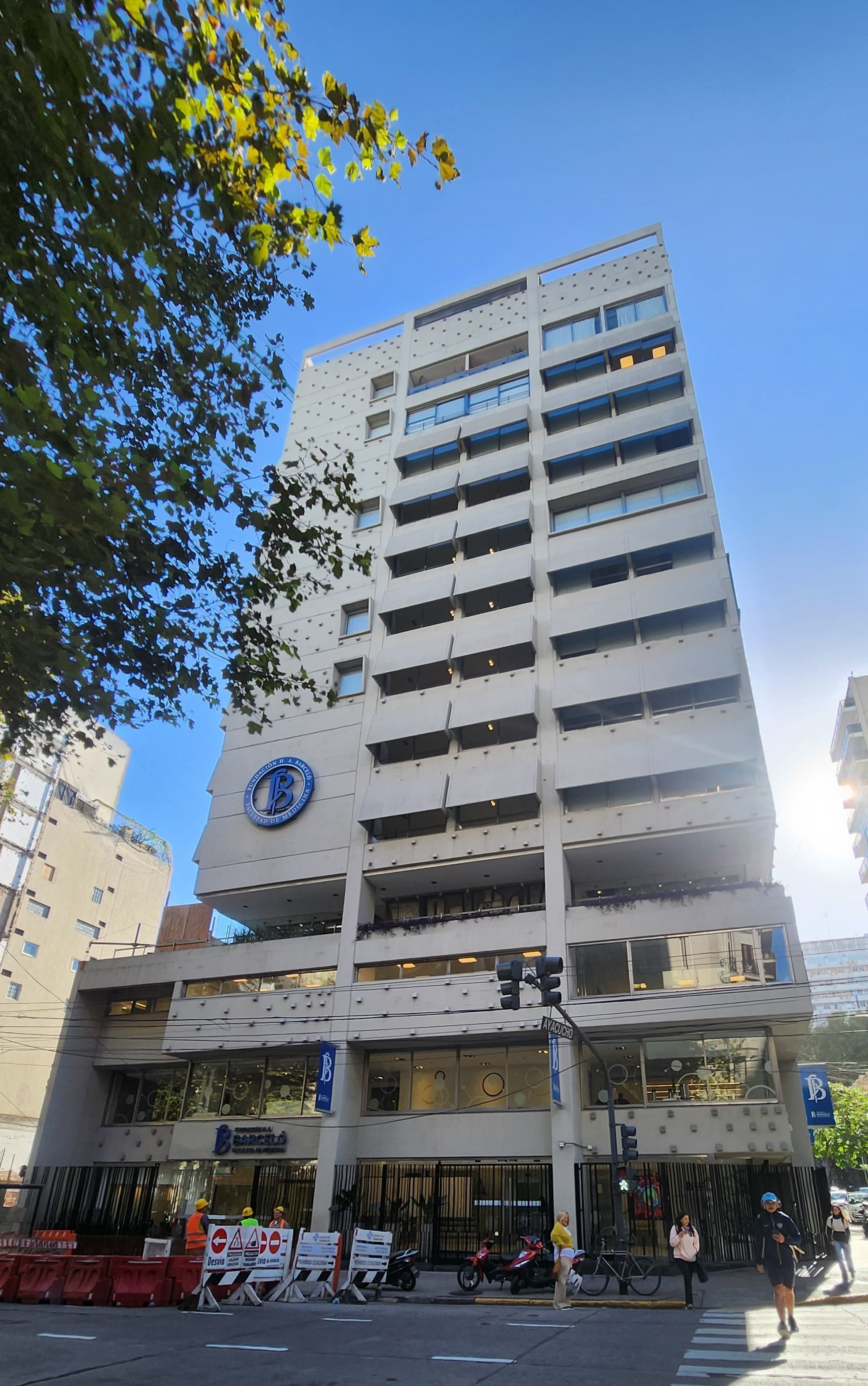
Sede de la Fundación Barceló en Buenos Aires.

En 1992, el Ministerio de Cultura y Educación le concedió autorización a la fundación mediante la Resolución Nro. 1.247/92 para poner en marcha el Instituto Universitario de Ciencias de la Salud en Buenos Aires, a través del cual se empezó a dictar la carrera de Medicina. En 1993 inició operaciones una nueva sede de la institución en La Rioja, capital de la provincia del mismo nombre.
Tras obtener en 1997 la autorización para la carrera de Instrumentación Quirúrgica y para la Licenciatura en Kinesiología y Fisiatría e iniciar el proceso de acreditación de medicina por la Comisión Nacional de Evaluación y Acreditación Universitaria, en 1998 se inauguró una nueva sede en Santo Tomé, Corrientes. De acuerdo con el diario Clarín, para el año 2000 la institución había logrado tres promociones de médicos, contaba con 530 docentes y con 2 700 estudiantes.
Entre 2002 y 2003 el instituto obtuvo autorización para las licenciaturas en Nutrición y Psicología, y para la Tecnicatura de Análisis Clínicos. En 2007, el Poder Ejecutivo Nacional le otorgó el reconocimiento definitivo para funcionar como institución universitaria privada, a través del Decreto Nro. 977, y un año después se inauguró una nueva sede institucional en Buenos Aires.
En 2015, el Centro Latinoamericano y del Caribe de Información en Ciencias de la Salud aprobó la indexación en la base de datos LILACS de la publicación institucional Revista Ciencias de la Salud. Tres años después, la fundación abrió una nueva sede en la Avenida General Las Heras de Buenos Aires, donde anteriormente funcionaba la embajada de Uruguay en Argentina.

### Actualidad
El 5 de marzo de 2024 fue escogido como nuevo rector de la institución el Licenciado Axel Barceló, quien se había desempeñado como vicerrector desde el año 2010.

## Oferta educativa
En el instituto se dictan tres carreras de pregrado, ocho de grado y seis de posgrado:

### Carreras de pregrado
- Tecnicatura en Análisis Clínicos
- Tecnicatura Universitaria en Análisis de Sistemas de Información Médica
- Instrumentación Quirúrgica

### Carreras de grado
- Medicina
- Psicología (presencial y a distancia)
- Nutrición (presencial y a distancia)
- Kinesiología y Fisiatría
- Enfermería (a distancia)
- Instrumentación Quirúrgica (a distancia, ciclo complementario)

### Carreras de posgrado
- Especialización en Medicina Legal
- Especialización en Nutrición
- Maestría en Salud Pública
- Maestría en Gerontología Clínica
- Maestría en Neuropsicofarmacología Clínica
- Doctorado en Ciencias de la Salud

## Sedes y biblioteca
Además de su sede central en la capital, la Fundación Barceló amplió desde la década de 1990 su red de centros de formación:
- Ciudad de Buenos Aires (tres sedes: Las Heras, French, Sarmiento y Larrea)[14]
- Ciudad de La Rioja (La Rioja)[8]
- Ciudad de Santo Tomé (Corrientes)[8]
- Centro de Prácticas Universitarias de Posadas (Misiones)[15]

La Fundación Barceló ofrece el servicio de biblioteca en cada una de sus sedes. En la sede de Larrea se encuentra el material que corresponde al ciclo básico de medicina, a las licenciaturas en psicología y nutrición y a la tecnicatura en análisis clínicos. Por su parte, la sede de Las Heras alberga bibliografía relacionada con el ciclo quirúrgico de medicina, con las licenciaturas en enfermería y kinesiología y fisiatría y con las especializaciones y maestrías. El instituto también cuenta con un Repositorio Institucional y con un Centro de Documentación.

## Convenios
La institución ha celebrado más de 400 convenios internacionales de intercambio de docentes y estudiantes o mediante programas de movilidad con pares en países como Estados Unidos, Italia, España, Portugal, Colombia, Brasil y México. También hace parte del Espacio Virtual de Movilidad en Instituciones de Educación Superior, una iniciativa de la Organización Universitaria Interamericana que busca generar intercambios académicos para estudiantes de la modalidad virtual. De acuerdo con información del portal Buenos Aires Ciudad, el instituto cuenta actualmente con más de cinco mil estudiantes internacionales.

## Investigación y extensión universitaria
La fundación cuenta con una Secretaría de Ciencia y Tecnología (SCYT), la cual se encarga de impulsar actividades científicas de acuerdo con las directrices de la Organización Mundial de la Salud, del Ministerio de Ciencia, Tecnología e Innovación y del Ministerio de Educación. Para llevarlas a cabo, la institución adelanta programas como semilleros de investigación, jornadas científicas universitarias, fondos de becas y una incubadora de proyectos especializada en salud.
La Fundación Barceló ha puesto en marcha actividades de extensión universitaria como el Proyecto Rosa Guarú —una iniciativa solidaria que brinda asistencia médica y nutricional a la comunidad—, postas sanitarias en eventos como la Peregrinación a Luján, y jornadas de vacunación, de donación de sangre y de concientización sobre diversas problemáticas relacionadas con la salud. La institución también estableció una comunidad de graduados, en la que los egresados tienen acceso a herramientas para proyectar su carrera profesional.